# Hemipteripsylla tibetana
Hemipteripsylla tibetana är en insektsart som beskrevs av Yang och Li 1981. Hemipteripsylla tibetana ingår i släktet Hemipteripsylla och familjen rundbladloppor. Inga underarter finns listade i Catalogue of Life.